# Elżbieta Szemplińska-Sobolewska

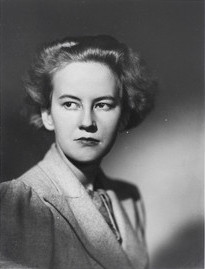
Elżbieta Szemplińska-Sobolewska ok. 1935 r.

Elżbieta Szemplińska-Sobolewska (ur. 29 kwietnia 1909 w Warszawie, zm. 27 kwietnia 1991 tamże) – polska poetka i prozaiczka o lewicowych poglądach.

## Życiorys

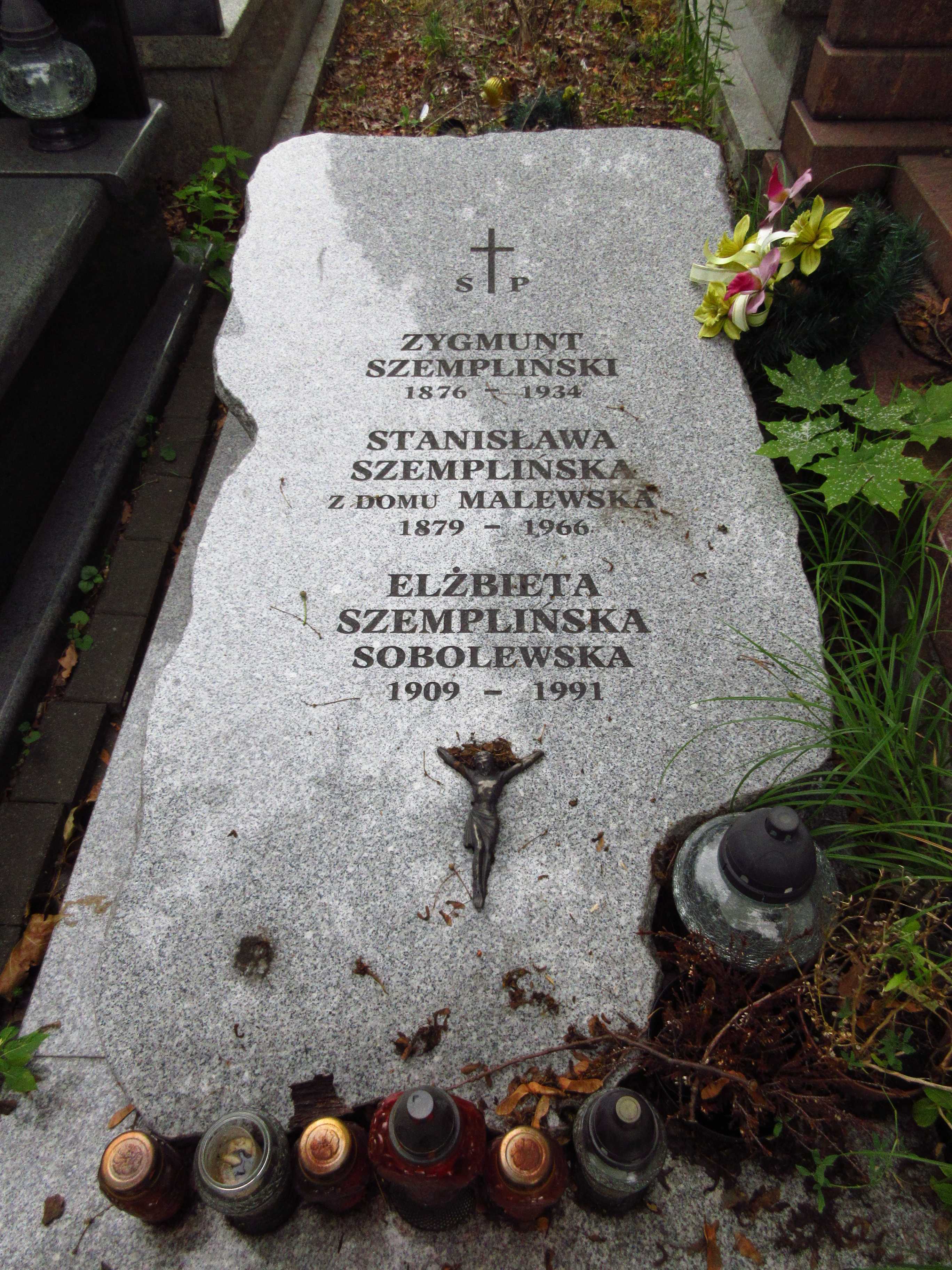
Grób Elżbiety Szemplińskiej-Sobolewskiej na Cmentarzu Bródnowskim

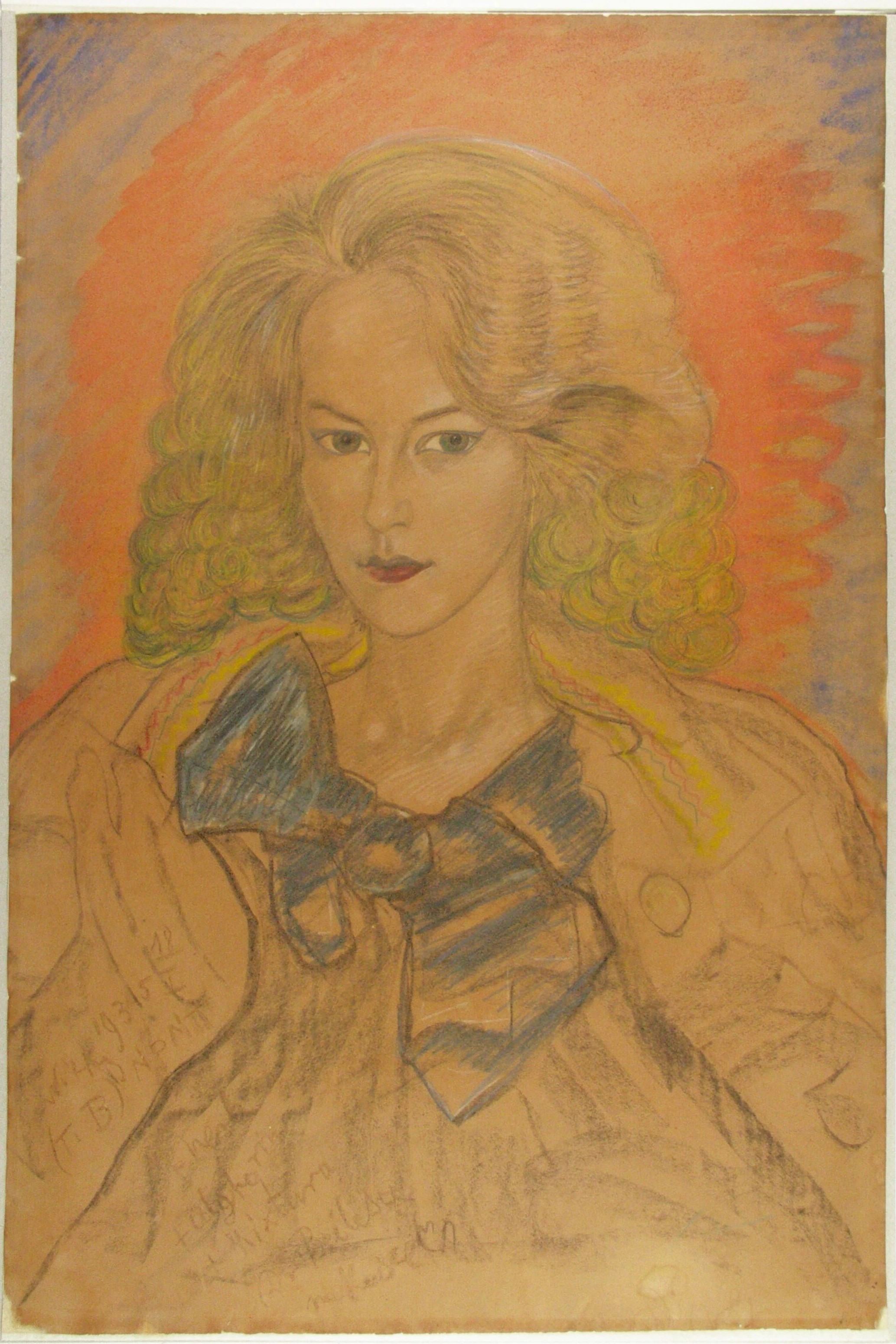
Portret narysowany przez Stanisława Ignacego Witkiewicza

Urodzona w Warszawie. Studiowała prawo oraz polonistykę na Uniwersytecie Warszawskim. Debiutowała jako prozaik w 1926 roku na łamach czasopisma „Robotnik” opowiadaniem Ojciec. W 1932 roku ogłosiła swoją pierwszą powieść Narodziny człowieka. 19 listopada 1939 roku podpisała oświadczenie pisarzy polskich witające przyłączenie Zachodniej Ukrainy do Ukrainy Radzieckiej. 17 września 1940 roku wstąpiła do Związku Radzieckich Pisarzy Ukrainy. W trakcie wojny działała w okupowanym Lwowie, współpracowała m.in. z „Robotnikiem”, „Czerwonym Sztandarem” i „Nowymi Widnokręgami”. W 1941 była we Lwowie redaktorką kwartalnika „Almanach Literacki”. Lata 1941–1944 spędziła w ZSRR, była współpracowniczką miesięcznika „Nowe Widnokręgi”. Określana w tym czasie jako „rywalka Wandy Wasilewskiej” Była postacią kluczową w lwowskim środowisku literackim, m.in. decydowała o przyjmowaniu kandydatów do Związku Pisarzy Zachodniej Ukrainy, co w warunkach niedoborów żywności i odzieży decydowało o życiu wielu z nich, zapewniając jednocześnie ochronę przed sowieckimi aresztowaniami. W okresie II wojny światowej jawnie wspierała antypolską władzę i politykę ZSRR. W 1946 roku przebywała w placówce dyplomatycznej w Luksemburgu. W latach 1946–1962 przebywała na Zachodzie. Do Warszawy powróciła w 1961 lub 1962 roku.
W jej twórczości polscy „bieżeńcy” przybywający do ZSRR spotykają się z lepszym, przyjaźniejszym światem. W wierszu Prawdziwa ojczyzna z grudnia 1939 napisała m.in.: Dawno, jeszcze byłam dzieckiem, napisałam w szkolnym zeszycie, na święto niepodległości: „zamieniliśmy zabór niemiecki na polski” i siniał ze złości i grzmiał nauczyciel. W wierszu tym za prawdziwą ojczyznę uznała tę, gdzie sierp i młot. Pochowana na cmentarzu Bródnowskim w Warszawie (kwatera 44A-3-5).

## Życie prywatne
Jej mężem był Zbigniew Sobolewski przedwojenny kolarz, do lipca 1943 r. adiutant Zygmunta Berlinga, powojenny dziennikarz. W 1941 roku podczas ewakuacji z Krzemieńca do Charkowa po niemieckiej agresji na ZSRR, małżeństwo straciło dziecko.

## Twórczość
- Prawdziwa ojczyzna
- Łańcuch
- Pożegnanie
- Krzyż Warszawy
- Warszawa w ogniu
- Powrót z daleka
- Narodziny
- Notatki z podróży
- Potrójny ślad
- Kochankowie z Warszawy
- Śmierć Bazylego

## Odznaczenia
- Złoty Krzyż Zasługi (1946)[14]